# Nyanga (provins)
Nyanga är en provins i Gabon. Den ligger i den södra delen av landet, 400 km söder om huvudstaden Libreville. Antalet invånare är 52 854. Arean är 21 285 kvadratkilometer. Nyanga gränsar till Ogooué-Maritime och Ngounié.
Nyanga delas in i:
- Basse-Banio
- Douigny
- Doutsila
- Haute-Banio
- Mongo
- Mougoutsi

Följande städer (communes) finns i Nyanga:
- Mabanda
- Mayumba
- Moabi
- Moulengui-Bindza
- Ndindi
- Tchibanga